# Зеленогайська сільська рада (Миколаївський район)
Зеленога́йська сільська́ ра́да — адміністративно-територіальна одиниця та орган місцевого самоврядування у Миколаївському районі Миколаївської області. Адміністративний центр — село Зелений Гай.
2016 року ввійшла до складу Шевченківської територіальної громади.

## Загальні відомості
- Населення ради: 1 328 осіб (станом на 2001 рік)

## Населені пункти
Сільській раді були підпорядковані населені пункти:
- с. Зелений Гай
- с. Оленівка

## Склад ради
Рада складалася з 16 депутатів та голови.
- Голова ради: Струтинський Микола Іванович
- Секретар ради: Вєрьовка Наталія Володимирівна

### Керівний склад попередніх скликань
| Прізвище, ім'я, по батькові  | Основні відомості                                                         | Дата обрання | Дата звільнення |
| ---------------------------- | ------------------------------------------------------------------------- | ------------ | --------------- |
| Струтинський Микола Іванович | Сільський голова, 1959 року народження, освіта вища, безпартійний         | 26.03.2006   | 31.10.2010      |
| Струтинський Микола Іванович | Сільський голова, 1959 року народження, освіта вища, член Партії регіонів | 31.10.2010   |                 |

Примітка: таблиця складена за даними сайту Верховної Ради України

### Депутати
За результатами місцевих виборів 2010 року депутатами ради стали:

#### За суб'єктами висування
| Суб'єкт висування                                       | Кількість обраних депутатів | %    |
| ------------------------------------------------------- | --------------------------- | ---- |
| Партія регіонів                                         | 13                          | 81,3 |
| Самовисування                                           | 2                           | 12,5 |
| Політична партія Всеукраїнське об'єднання «Батьківщина» | 1                           | 6,3  |

#### За округами
| № округу                                                | Прізвище, ім'я, по батькові      | Дата визнання обраним | Освіта             | Партійна приналежність | Відомості про обраного депутата                                       |
| ------------------------------------------------------- | -------------------------------- | --------------------- | ------------------ | ---------------------- | --------------------------------------------------------------------- |
| Партія регіонів                                         |                                  |                       |                    |                        |                                                                       |
| 1                                                       | Паньків Альона Анатоліївна       | 03.11.2010            | середня            | позапартійна           | Зеленогайський ДНЗ, кухар                                             |
| 2                                                       | Каталєвська Ірина Олексіївна     | 03.11.2010            | середня            | позапартійна           | Зеленогайська сільська рада, головний бухгалтер                       |
| 3                                                       | Ярошенко Людмила Миколаївна      | 03.11.2010            | вища               | позапартійна           | Зеленогайська загальноосвітня школа І-ІІІ ст., вчитель                |
| 4                                                       | Марштупа Валентин Іванович       | 03.11.2010            | середня спеціальна | член Партії регіонів   | ЖКП Зеленогайської сільської ради, директор                           |
| 5                                                       | Ситніков Олександр Володимирович | 03.11.2010            | середня            | позапартійний          | тимчасово не працює                                                   |
| 6                                                       | Гуржій Ольга Анатоліївна         | 03.11.2010            | середня            | позапартійна           | приватний підприємець                                                 |
| 7                                                       | Жолобенко Сергій Володимирович   | 03.11.2010            | середня            | член Партії регіонів   | тимчасово не працює                                                   |
| 8                                                       | Ячкуринський Юрій Іванович       | 03.11.2010            | вища               | позапартійний          | приватний підприємець                                                 |
| 10                                                      | Вірьовка Наталія Володимирівна   | 03.11.2010            | середня            | член Партії регіонів   | Зеленогайська сільська рада, секретар                                 |
| 11                                                      | Михайлов Микола Віталійович      | 03.11.2010            | середня            | позапартійний          | підсобне господарство Мішково-Погорілівської школа-інтернат, директор |
| 13                                                      | Гнедько Оксана Михайлівна        | 03.11.2010            | середня            | позапартійна           | Зеленогайська сільська рада, бухгалтер                                |
| 14                                                      | Міщанюк Микола Васильович        | 03.11.2010            | середня            | член Партії регіонів   | тимчасово не працює                                                   |
| 15                                                      | Коржевой Віктор Васильович       | 03.11.2010            | середня            | член Партії регіонів   | Інгулецька зрошувальна система, гідротехнік                           |
| Політична партія Всеукраїнське об'єднання «Батьківщина» |                                  |                       |                    |                        |                                                                       |
| 9                                                       | Кіку Людмила Кирилівна           | 03.11.2010            | середня            | позапартійна           | тимчасово не працює                                                   |
| Самовисування                                           |                                  |                       |                    |                        |                                                                       |
| 12                                                      | Максименко Віталій Вікторович    | 03.11.2010            | вища               | позапартійний          | приватний підприємець                                                 |
| 16                                                      | Ткаченко Володимир Андрійович    | 03.11.2010            | середня            | позапартійний          | тимчасово не працює                                                   |

## Населення
Згідно з переписом УРСР 1989 року чисельність наявного населення сільської ради становила 1327 осіб, з яких 628 чоловіків та 699 жінок.
За переписом населення України 2001 року в сільській раді мешкало 1326 осіб.

### Мова
Розподіл населення за рідною мовою за даними перепису 2001 року:
| Мова       | Відсоток |
| ---------- | -------- |
| українська | 91,27 %  |
| російська  | 7,30 %   |
| молдовська | 0,60 %   |
| білоруська | 0,38 %   |
| болгарська | 0,15 %   |
| інші       | 0,30 %   |